# 坎加約
坎加約（西班牙語：Cangallo），是秘魯的城鎮，位於該國中南部阿亞庫喬大區，是坎加約省的首府，海拔高度2,577米，2005年人口2,447，居民主要使用奇楚瓦語和西班牙語。